# Жданов, Вадим Вадимович
Вадим Вадимович Жданов (род. 24 октября 1963 года) — российский фармаколог, специалист в области фармакологии системы крови и регенеративной фармакологии, член-корреспондент РАН (2019).

## Биография
Родился 24 октября 1963 года.
В 1987 году — окончил лечебный факультет Томского медицинского института, затем прошёл обучение в аспирантуре на кафедре патологической физиологии, и в течение 3-х лет работал ассистентом кафедры.
В 1990 году — защитил кандидатскую диссертацию.
С 1993 года — работает в НИИ фармакологии ТНЦ РАМН в должности научного сотрудника лаборатории патологической физиологии и экспериментальной терапии, в 1999 году — был утверждён в должности учёного секретаря института.
В 1998 году — защитил докторскую диссертацию, тема: «Роль гемопоэзиндуцирующего микроокружения в регуляции кроветворения при цитостатических миелосупрессиях».
В 2003 году — присвоено учёное звание профессора.
В 2009 году — избран на должность заместителя директора по научной работе НИИ фармакологии СО РАМН.
С 2013 года — заведующий лабораторией патофизиологии и экспериментальной терапии.
С сентября 2016 года — директор НИИ фармакологии и регенеративной медицины имени Е. Д. Гольдберга Томского НИМЦ.
В 2019 году — избран член-корреспондентом РАН.

## Научная деятельность
Специалист в области фармакологии системы крови и регенеративной фармакологии.
Ведёт изучение закономерностей функционирования стволовых клеток и разработку методов их фармакологической регуляции.
При его участии создан ряд новых эффективных гемостимуляторов (на основе рекомбинантных форм цитокинов, гликозаминогликанов и веществ природного происхождения), разрабатываются препараты для регенеративной медицины.
Автор 351 научной работы, в том числе 10 монографий (одна из них — за рубежом: Theory of Hematopoiesis Control. — Springer International Publishing Switzerland, 2014), авторского свидетельства и 60 патентов на изобретения, а также трёх методических рекомендаций.
Под его руководством выполнены 2 докторские и 10 кандидатских диссертаций.